# Buxus bartlettii
Buxus bartlettii är en buxbomsväxtart som beskrevs av Paul Carpenter Standley. Buxus bartlettii ingår i släktet buxbomar, och familjen buxbomsväxter. Inga underarter finns listade i Catalogue of Life.